# Angelo Acciaiuoli (Bischof)
Angelo Acciaiuoli (* 1298 in Florenz; † 4. Oktober 1357 in Neapel) war ein italienischer Bischof.

Bischofswappen von Angelo Acciaioli (moderne Darstellung)

Nach seiner Bischofszeit in Aquila war Acciaiuoli von 1342 bis 1355 Bischof von Florenz und wechselte danach auf den Bischofssitz von Monte Cassino.